# Karl Demberg
Karl Heinrich Demberg (* 30. Dezember 1905 in Bielefeld; † 11. August 1952 in Münster) war ein deutscher Fußballspieler.

## Werdegang
Demberg wurde als Sohn des Lehrers Karl Demberg und seiner Ehefrau Marie geb. Holtkamp in Bielefeld geboren.
In den 1930er Jahren spielte er für Arminia Bielefeld und gewann im Jahre 1932 mit seiner Mannschaft den Westfalenpokal. Hauptberuflich arbeitete er als Rechtsanwalt. Im Jahre 1934 wurde er Vereinspräsident und setzte daraufhin das Führerprinzip im Verein durch. Dabei ernannte Demberg die Vorstandsmitglieder selbst und ordnete an, dass am Ende einer jeden Mitgliederversammlung, das Horst-Wessel-Lied gesungen wurde. Unter Dembergs Führung wurden jüdische Mitglieder aus dem Verein ausgeschlossen und erhielten Hausverbot auf der Bielefelder Alm. Im Jahre 1940 legte er sein Amt als Vereinsführer nieder, da er zum Kriegseinsatz einberufen wurde. Noch viele Jahre nach dem Ende des Zweiten Weltkrieges wurde Demberg von einigen älteren Vereinsmitgliedern als einer der besten Vereinsvorsitzenden genannt.
Nach seiner Funktionärslaufbahn schlug Demberg eine Karriere bei der Schutzstaffel (SS) ein und wurde in der Eliteeinheit SS-Division Totenkopf ausgebildet und hatte den Rang eines Hauptsturmführers. Später war er als SS- und Polizeirichter tätig und verurteilte andere SS-Mitglieder. Laut des Historikers Friedhelm Schäffer war Demberg zuständig für die Moral in der Unmoral. Gegen Ende des Zweiten Weltkrieges geriet Demberg in Gefangenschaft. Nach Kriegsende kehrte er nach Bielefeld zurück und wäre bei Arminia Bielefeld „mit offenen Armen wieder empfangen worden“.
Karl Demberg wird vereinzelt auch dafür verantwortlich gemacht, dass das Stadion von Arminia Bielefeld den Namen „Alm“ trägt. Von Demberg stammt das Zitat „Lasst sie nur kommen, auf unserer Alm werden wir sie schon knicken.“. Ob die Namensgebung wirklich nach Dembergs Zitat erfolgte, ist allerdings nicht überliefert. In anderen Varianten wir die Namengebung in die 1920er Jahre datiert und dem Vereinsmitglied Heinrich Pehle zugeschrieben. Auch die ehemalige Handballabteilung beanspruchte die Namensgebung für sich.
Zwei Jahre vor seinem Tod heiratete er am 11. Oktober 1950 in Lage Elisabeth Eikmeier.